# Richard Morales
Richard Javier Morales Aguirre, mais conhecido como Richard Morales (Las Piedras, 21 de fevereiro de 1975), é um ex-futebolista uruguaio que atuava como atacante.

## Carreira
Morales começou sua carreira no Platense, em 1996, passando, em seguida, a jogar pelo Basañez. Depois, foi contratado pelo Nacional, em 1999, quando passou a ganhar destaque e conquistou um tri-campeonato uruguaio. A partir de 2001, passou a ser convocado para a Seleção Uruguaia, tendo disputado, inclusive, a Copa do Mundo de 2002, pelo Uruguai.Negociado com o Osasuna, no meio da temporada 2002/03, na Espanha, Morales também chegou a jogar pelo Málaga. No seu retornou ao Uruguai, em 2007, novamente, vestiu a camisa do Nacional.
Um ano mais tarde, sua transferência para Flamengo chegou a ser anunciada, porém, no último instante, Morales acabou desistindo da mudança, em virtude de um atentado à bomba na Gávea, ocorrido dias antes de sua viagem para o Brasil.
No final de agosto de 2008, acertou sua ida para o Grêmio, com contrato até o final de julho de 2009. Para jogar no Tricolor, ele aceitou pagar o valor da sua multa rescisória (Morales ainda tinha dois anos de contrato com a Nacional). Ao chegar ao Olímpico Monumental, o Chengue falou que "no Grêmio, ele poderia oferecer tranqüilidade a sua família . Após ser inscrito na CBF, o Chengue pôde finalmente jogar pelo Grêmio. Marcou seu primeiro gol com a camiseta tricolor contra o Santos, no dia 8 de outubro de 2008.
Em 2009, Morales fez a pré-temporada pelo Grêmio. Ele estava cotado para disputar a Copa Libertadores 2009 pelo Tricolor. Entretanto, sem espaço, ele acabou sendo dispensado do clube, em 26 de janeiro do mesmo ano.
Após ser dispensado pelo Grêmio, Morales foi contratado pela LDU Quito para a disputa da Copa Libertadores.
Depois de terminado seu contrato com a LDU, o Chengue ficou por dois meses sem clube. Em julho de 2009, ele acertou-se com o Fénix, do Uruguai, passando a defender este time. Na chegada ao clube, Morales falou: "Estou bem, ainda que futebolísticamente me falte um pouco porque faz tempo que não treino com uma equipe. Vai me custar um pouco."

## Apelido
Chengue, como é chamado, é um apelido dos tempos de criança. Veio do nome de uma ovelha negra criada por seu pai, no Uruguai.

## Títulos
Nacional
- Campeonato Uruguaio: 2000, 2001, 2002